# Ahmed Hesham
Ahmed Hesham El-Sayed Moham, né le 15 mai 2000 au Caire, est un handballeur professionnel international égyptien. Il joue au poste d'arrière gauche ou demi-centre pour le club du Montpellier Handball.

## Biographie
Le père d'Ahmed Hesham, Hesham El-Sayed, et son oncle, Alaa El-Sayed, ont tous deux été des handballeurs internationaux dans les années 1980. Sa soeur Heba et son frère Ali sont plus agés de respectivement 9 ans et 6 ans.
Avant d'arriver en France, Ahmed Hesham joue dans son pays natal au Heliopolis SC. Il est régulièrement sélectionné dans les équipes jeunes et junior de l'équipe d'Égypte. Il remporte notamment le Championnat du monde jeunes (U19) en 2019 et est élu meilleur joueur du tournoi. En janvier 2020, il part du côté de la France en signant à l'USAM Nîmes. Il signe un contrat de deux ans et demi et vient remplacer numériquement Micke Brasseleur parti au Limoges Handball. Plusieurs clubs européens étaient en lice pour le recruter mais la présence de Mohammad Sanad, un compatriote égyptien, a fait pencher la balance en faveur de l'USAM.
En janvier 2020, à seulement 19 ans, il est sélectionné pour représenter l'Égypte et remporte le Championnat d'Afrique des nations.
Par deux fois, il est victime d'une rupture de ligament croisé : au genou gauche en octobre 2021 puis au droit en octobre 2023. Il ne participe ainsi pas aux Championnats d'Afrique des nations disputés en janvier 2022 et 2024. En revanche, il joue bien aux Jeux olympiques en 2021 et en 2024 ainsi qu'aux Championnats du monde en 2021, 2023 et 2025, terminant à chaque fois entre la quatrième et la septième place.
En décembre 2024, il annonce quitter après deux saisons le Montpellier Handball pour rejoindre à compter de l'été suivant le club hongrois du Veszprém KSE pour trois saisons plus une en option.

## Palmarès

### En club
Compétitions internationales
- Finaliste de la Ligue européenne (C3) en 2025

Compétitions nationales
- Troisième du Championnat de France en 2024
- Vainqueur de la Coupe de France (1) : 2025

### En sélection
Jeux olympiques
- 4e place aux Jeux olympiques en 2021
- 5e place aux Jeux olympiques de 2024

Championnats du monde
- 7e place au Championnat du monde 2021
- 7e place au Championnat du monde 2023
- 5e place au Championnat du monde 2025

Championnats d'Afrique des nations
- Vainqueur du Championnat d'Afrique des nations 2020

Avec l'Équipe d'Égypte junior (U21) et jeunes (U19)
- Vainqueur du Championnat du monde 2019 (en)
- médaillé de bronze du Championnat du monde junior 2019

### Distinctions individuelles
- Élu meilleur joueur (MVP) du Championnat du monde jeunes en 2019 (en)